# University of Rhode Island
Die University of Rhode Island (URI) ist die führende öffentliche Universität im US-Bundesstaat Rhode Island. Der Hauptcampus befindet sich in Kingston, Rhode Island. Weitere Standorte befinden sich in Narragansett, Rhode Island (RI), Providence, RI und West Greenwich, RI.

## Geschichte
Die heutige Universität war ursprünglich eine Schule für Agrarwissenschaften des Staates Rhode Island, die unter dem Namen Rhode Island College of Agriculture and Mechanic Arts im Jahre 1892 gegründet wurde. 2 Jahre später graduierten die ersten 17 Studenten. Das Morrill-Gesetz von 1862 stellte die erste Finanzierungsquelle für das neu gegründete College dar. Die daraus resultierenden Zuwendungen (land-grant wegen der Vergabe von  Bundesland) wurden zur Gründung von landwirtschaftlichen Bildungseinrichtungen in allen Staaten der USA verwendet. Später erhielt die URI Gelder aus weiteren föderalen Bildungsfonds, den sea grants und urban grants. Der erste Hochschulstandort war die Oliver Watson Farm, die seit dem Jahre 1888 eine landwirtschaftliche Schule beherbergte. Die Farm ist noch heute auf dem Hauptcampus in Kingston zu besichtigen. 1909, wurde die Schule in Rhode Island State College umbenannt und der Fächerkanon erweitert. Im Jahre 1951 wurde das College in University of Rhode Island umbenannt. Seit 1981 stellt das vom Gouverneur des Staates eingesetzte Board of Governors for Higher Education den Aufsichtsrat der Universität.

## Fakultäten

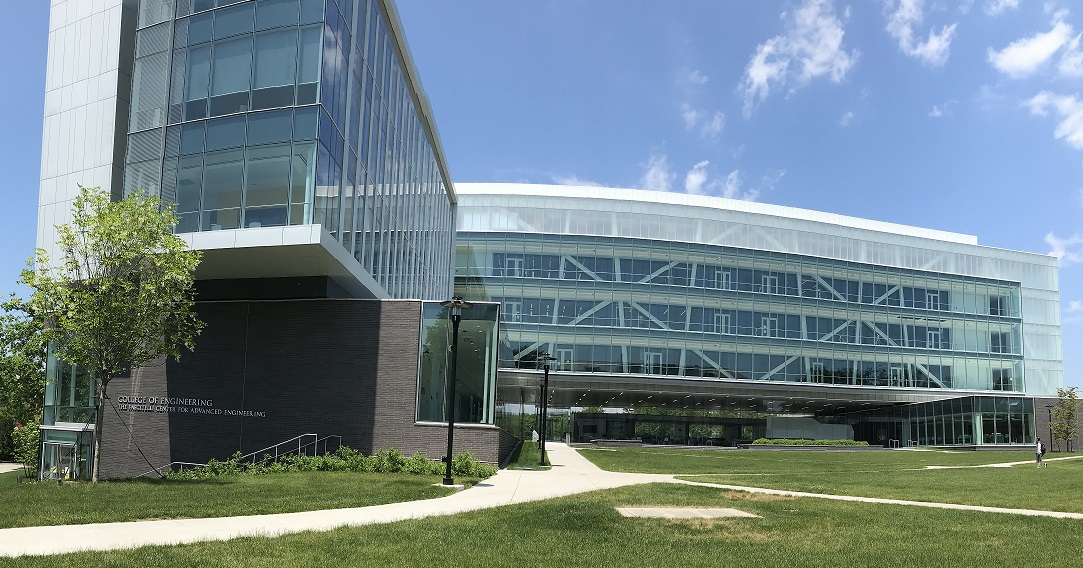
Universitätsgebäude für die Ingenieurwissenschaften

Die Universität besteht aus 10 Fakultäten (Colleges).
- University College - Allgemeine Fakultät für die Undergraduate-Ausbildung
- College of Arts and Sciences - Naturwissenschaft, Mathematik, Sozialwissenschaften, Bildende Künste
- College of Continuing Education - Weiterbildungsstudiengänge
- College of Business Administration - Betriebswirtschaft
- College of Engineering - Maschinenbau, Elektrotechnik, Produktions- und Systemtechnik, Informatik und Informationstechnik, Biotechnologie und Medizintechnik, Chemieingenieurwesen, Bauingenieurwesen, Wirtschaftsingenieurwesen, Marineingenieurwesen
- College of Environment and Life Science - Biologie, Landschaftsarchitektur, Geowissenschaften, Lebensmittelwissenschaften, Natürliche Ressourcen, Marine Affairs, Nachhaltige und Ökologische Ökonomie
- College of Human Science and Services - Kommunikationstherapie, Persönlichkeitsentwicklung, Familienwissenschaften, Lehramt, Sportwissenschaften, Modedesign und Modewirtschaft, Textiltechnologie
- College of Nursing - Pflegewissenschaften
- College of Pharmacy - Pharmazie
- Graduate School of Oceanography - Ozeanographie

## Hochschulpartnerschaften
Das International Engineering Programm (IEP) ist federführend in der Konzeption von Hochschulpartnerschaften auf dem Gebiet der Ingenieurwissenschaften und Betriebswirtschaftslehre. Neben weiteren Programmen mit anderen europäischen Universitäten besteht die Möglichkeit eines Doppeldiploms mit der TU Braunschweig oder der TU Darmstadt bei dem für die Braunschweiger Studenten die Möglichkeit des Erwerbes des Master of Business Administration bzw. des Master of Science besteht. Die URI Studenten studieren im Gegenzug einige Zeit in Deutschland.
Ebenso besteht eine Hochschulpartnerschaft mit dem Studiendepartment Wirtschaft der HAW Hamburg.

## Zahlen zu den Studierenden
Von den auf der Webseite 2021 genannten 17.671 Studierenden streben 14.572 ihren ersten Studienabschluss an, sie sind also undergraduates. 2.256 arbeiten auf einen weiteren Abschluss hin, sie sind postgraduates. Weitere Lernende besuchten Kurse ohne akademischen Abschluss. 57 % sind weiblich, 43 % männlich. Die Universität gibt an, dass 136.058 Personen als ehemalige Studenten (Alumni) zählen.
2006 wurden die Zahlen der Studierenden mit 10.784 undergraduates und 3.396 graduates angegeben, für 2007 12.516 undergraduates und 2.564 graduates.

## Hochschulsport
Das URI Sport Team sind die Rams. Ihre Farben sind Dunkelblau, Hellblau und Weiß. Ihre Teams treten u. a. in der NCAA Division I (Division 1-AA für American Football), der Atlantic 10 Conference und der Eastern Collegiate Hockey Association an.
Das Sportzentrum der Universität finanziert 22 Hochschulteams und 17 Sportklubs. Dem Hochschulsport stehen zahlreiche Einrichtungen zur Verfügung, u. a. die 7700 Zuschauer fassende Basketballarena Ryan Center, das 8000 Sitze große Meade Stadium, die Keaney Sporthalle, das Mackal Leichtathletikzentrum, das Tootell Aquatic Center, die Boss Eishockey Arena, der URI Fußball Komplex, das Beck Field und das URI Softball Field. Weitere Einrichtungen stehen allen Studenten offen, zum Beispiel Fitnessstudios, eine Indoor Laufbahn, Schwimm- und Tauchbecken, 12 Tennisplätze, 2 Beachvolleyball-Plätze.

## Bekannte Absolventen

### Politiker
- Lincoln Almond (1936–2023), Gouverneur von Rhode Island 1995–2003
- Robert Weygand (* 1948), Vizegouverneur von Rhode Island 1993–1997 und Mitglied des U.S. Kongresses für Rhode Island 1997–2001
- Charles J. Fogarty (* 1955), Vizegouverneur von Rhode Island 1999–2006

### Sportler
- Ernie Calverley, ehemaliger NBA-Spieler und ehemaliger URI-Chefcoach.
- Tom Garrick, ehemaliger NBA-Spieler für die San Antonio Spurs und die Los Angeles Clippers. Zurzeit Chefcoach der URI-Damenmannschaft.
- Sly Williams, ehemaliger NBA-Spieler für die New York Knicks, Atlanta Hawks und Boston Celtics.
- Cuttino Mobley, NBA-Spieler für die Los Angeles Clippers.
- Lamar Odom (* 1979), NBA-Spieler für Los Angeles Lakers.
- Steve Furness, ehemaliger NFL-Spieler für die Pittsburgh Steelers.
- Frank Ferrara, ehemaliger NFL-Spieler für die New York Giants und Hollywood Stunt-Man.
- Sasha Gotsmanov, MLS-Spieler für die Colorado Rapids.
- Dana Quigley, PGA-Golfer.
- Patrick Horgan, PGA-Golfer.

### Fernsehen
- Christiane Amanpour (* 1958), Chief International Correspondent bei CNN.

### Wirtschaft
- Robert Crandall, ehemaliger Vorstandsvorsitzender für American Airlines.
- Thomas M. Ryan, CEO der Drogeriemarktkette CVS Caremark Corporation
- Alfred Verrecchia, CEO des Spielzeugherstellers Hasbro.
- Rodger B. Dowdell, CEO von American Power Conversion.

### Wissenschaftler
- Robert Ballard (* 1942), Entdecker der Titanic

### Militär
- Admiral Jeremy M. Boorda (1939–1996), 25. Generalstabschef der US Navy.

## Trivia

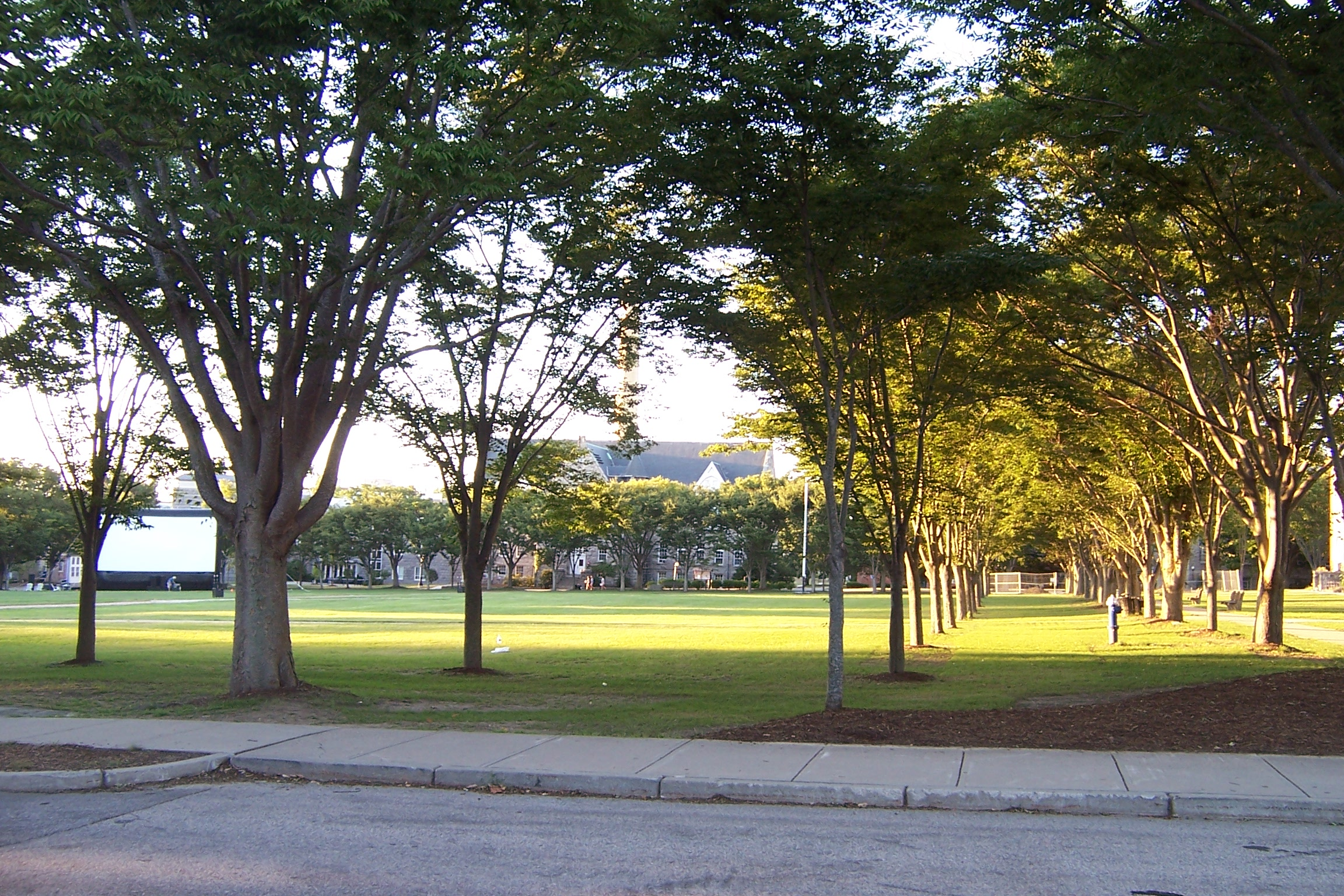
Quadrangel

- Robert Ballard, der Entdecker des Wracks der Titanic, ist Professor an der Graduate School of Oceanography der URI
- Seit die University of Rhode Island vom amerikanischen Playboy-Magazin mehrmals in die Top Ten der amerikanischen „Partyuniversitäten“ gewählt wurde, sah sich die Universitätsleitung gezwungen, den dry campus – also ein striktes Alkoholverbot – auszurufen.
- Pepsi-Cola hatte in der Vergangenheit einen exklusiv Vertrag mit der URI. Daher suchte man auf dem Campus vergeblich nach den Produkten des großen Konkurrenten aus Atlanta, Georgia. Dies ist nicht mehr der Fall (Stand 2020).

## Film
Die Komödie Outside Providence des Drehbuchautors und Produzenten Peter Farrelly (bekannte Produktionen: Dumm und Dümmer und Verrückt nach Mary) wurde teilweise auf dem Campus der University of Rhode Island gedreht. So wurden zum Beispiel alle Privatschulsequenzen in der Roosevelt Hall gedreht.
Auch in dem Film Hachiko – Eine wunderbare Freundschaft wurde die Universität als Drehort verwendet.